# Terry Winter Owens
Terry Winter Owens (* 1941 in New York City; † 31. Juli 2007) war eine US-amerikanische Komponistin und Pianistin.
Owens, die im Alter von zehn Jahren zu komponieren begann, hatte Klavierunterricht bei Lisa Szylagi Grad und Kompositionsunterricht bei Ralph Shapey. Sie studierte dann Komposition bei Mark Brunswick am City College of New York und Musikwissenschaft an der New York University.
Bereits während ihrer Schulzeit trat sie als Violinistin und Pianistin, später auch als Cembalistin mit verschiedenen Orchestern und Kammerensembles auf. Sie war musikalische Leiterin und Cembalistin des Staten Island Baroque Ensemble und mehrere Jahre Erste Violinistin des  La Puma Opera Company Orchestra. Sie arbeitete als Pianistin für die Richmond Opera Collection und war regelmäßige Gastmusikerin des Collegium Musicum des College of Staten Island. Als Klaviersolistin führte sie mit großem Erfolg ein Programm mit Werken von Georges I. Gurdjieff und Thomas de Hartmann in Europa und den USA auf.
Als Komponistin stand sie in der Tradition der Schule Anton Weberns und beschäftigte sich früh mit der computergestützten Komposition. Sie entwickelte einen modal-atonalen Kompositionsstil, den sie als Resonant Continuum bezeichnete. Daneben beherrschte sie auch die traditionellen Kompositionsstile und legte die barocke Homage To Corelli und die romantischen Serenades to the Composers vor. Mehrfach arbeitete sie als Komponistin mit dem Filmemacher Douglas Morse zusammen. Für die Messages for Raoul Wallenberg erhielt sie den Ersten Preis bei der Miriam Gideon Competition.

## Werke
- 336: Sources of Light für Marimba
- Adagio für Flöte und Klavier
- Air for Voice, Vokalise für Flöte und Klavier
- Ancient Breath of the Sea für Trompete, Vibraphon, Klavier und Erzähler
- Ancient Fire für zwei Klaviere
- Ariadne's Crown für zwei Klaviere
- At the End of the Radiance in the Sky für Shakuhachi und Erzähler
- Audible Landscape für Klavier
- „Auf dem Letzten Hügel. .“ für Violine und Marimba
- Beneath Ancient Trees für zwei Kontrabässe
- Bright Star für Stimme und Klavier nach John Keats
- Cellestial Music Book I: The Facts of Light für Cello und Erzähler
- Connective Tissue für Cello und Klavier
- Elegy for the Nephew of Prince Mukhransky für Klavier
- Expanding Orbits  für Viola und Klavier mit Gedichten von Rainer Maria Rilke
- Exposed on the Cliffs of the Heart für Klavier
- Fox Fire für Marimba, Pauken und Klavier
- From Underneath my Eyelids and Magnetized by the Triangular Flight für Klavier und Erzähler
- Fünf Stücke für Blockflöte
- Homage to Antoine de Saint-Exupéry für Klaviertrio und Erzähler
- Homage to Corelli für Klavier
- Homage a Mendelssohn, Vokalise für Stimme und Klavier
- Intimations of Celestial Events für zwei Klaviere
- In the Fullness of Time für zwei Klaviere
- Klage für Klarinette, Triangel nach Rainer Maria Rilke
- Lay Your Shadow on the Sundials für zwei Fagotte und Erzähler
- Letters to Richard Feynman für Perkussionsduo und Erzähler
- Music from the Year of the Comet für Flöte und Klavier
- My Room and This Vastness für Streichquartett
- Of The Sound für Orchester
- Peace Anthem für Sopran, gemischten Chor, Klavier, Glockenspiel und Erzähler
- Percussive Ruminations für sechs Perkussionisten und Erzähler
- Pianophoria #1 für Klavier
- Pianophoria #2 für Klavier
- Pianophoria #3 für zwei Klaviere
- Red Shift für Klavier und Erzähler
- Reflections from the Face of the Eiger für Trompete, Violine, Glockenspiel und Klavier
- Rendezvous with Hyakutake für Klavier
- Rhapsodies  für Flöte und Klavier
- Rhapsody from the Fabric of Spacetime für Klavier
- Rilke Sings für gemischten Chor, Klavier und Pauken
- Scenes from All and Everything für Orchester
- Sentient Rock, Living Ice für Flöte, Violine, Perkussion und Klavier
- Ships of St. Venoma für Flöte und Klavier
- Spectral Glow für Klavier und Erzähler
- Supernova für Flöte und Erzähler
- Ten Preludes for Vibraphone
- The Bending of the Light and the Resonant Continuum für Klavier und Erzähler
- The Clearing, Filmmusik für zwei Flöten, Klavier und Pauken
- The Eighth Elegy Voice für Sprecher/Sänger, Violine und Klavier nach den Duineser Elegien von Rilke
- The Last Sweetness für Flöte, Klavier und Erzähler
- The New Jerusalem für Sopran, Bariton, gemischten Chor, Flöte, Klavier und Triangel
- The Pure Space Into Which Flowers Endlessly Open für Klaviertrio und Erzähler
- The Rapture of Beta Lyrae für Klavier
- The Still Point für Klavier
- Three Pieces for Piano and Timpani
- Toccata für Klavier
- Vectors für Klavier
- Visits with Friends Duette für Sopran und Altblockflöten
- When My Senses Deepen für Klavier
- Wind, Sand and Stars: Five Rhapsodies für Viola d’amore und Klavier
- Woodwind quintet